# 安妮克·路雲
安妮克·路雲（荷蘭語：Aniek Nouwen；1999年3月9日—）是荷蘭職業足球員，司職後衛，現時效力英女超球會車路士，並代表荷蘭參加國際比賽。

## 球會生涯

### 早年生涯
路雲在SV德爾訥的男子青年隊開始足球生涯。

### PSV燕豪芬
2016年夏天，路雲正式加盟女子荷甲球會PSV燕豪芬。
路雲與PSV燕豪芬曾分別在2017年及2018年晉身荷蘭女子盃決賽，但都未能奪冠。
2018年1月25日，PSV燕豪芬與路雲至2020年。
2020年6月，PSV燕豪芬與路雲續約一年至2021年夏天。
2021年6月5日，路雲隨隊奪得荷蘭女子盃，是球會史上首次奪得此項錦標。

### 車路士
2021年5月12日，車路士與路雲簽下了一紙為期三年的預約合約，她將在2021–22賽季開始前正式加盟球會。同年9月12日，路雲於對陣愛華頓的比賽中上演地標戰，在比賽第86分鐘後備入替。10月10日，她在對陣李斯特城的聯賽比賽中上演首次為車路士正選上陣，協助球隊以2–0勝出。
2022年2月26日，路雲在對陣李斯特城的女子足總盃比賽中首次為車路士入球，球隊最終以7–0大勝。一個月後，路雲在對陣李斯特城的英女超比賽中首次為車路士在聯賽入球，協助球隊以9–0大勝。同年5月15日，她在對陣曼城的足總盃決賽中正選上陣，協助球隊在加時後以3–2勝出奪冠。

#### 外借AC米蘭
2023年1月21日，車路士宣布與路雲續約至2025年，她隨即被外借到女子意甲球會AC米蘭至季尾。
她在AC米蘭賽季的最後12場比賽中共為球隊上陣10次兼踢足全場，協助球隊以聯賽季軍結束球季。

#### 回到車路士
2023年12月1日，路雲在代表荷蘭U23期間前十字韌帶撕裂，提早回到球會接受治療。

## 國家隊生涯

### 青年隊
路雲曾在2015年歐洲女子U17國家盃外圍賽及2016年歐洲女子U17國家盃外圍賽代表荷蘭U17，但荷蘭在這兩個賽事均未能晉身正賽。
她曾分別在2017年歐洲女子U19國家盃和2018年歐洲女子U19國家盃代表荷蘭U19，並在兩個賽事均為荷蘭全勤。其中在2017年，路雲和荷蘭在四強敗予西班牙，而荷蘭在2018年於小組賽出局。
路雲在2018年獲荷蘭U20徵召參與2018年國際足協女子U-20世界盃，並在荷蘭的所有比賽中上陣。荷蘭最終在半準決賽敗予英格蘭。

### 成年隊
2019年3月4日，路雲在對陣波蘭的阿爾加維盃比賽中上演國家隊生涯地標戰，但球隊以1–0落敗。
2020年10月23日，她在對陣爱沙尼亚的2022年歐洲女子足球錦標賽外圍賽比賽中首次為國家隊入球，協助球隊以7–0大勝，這場勝仗令荷蘭獲得參與2022年歐洲女子足球錦標賽的資格。
2021年6月，路雲入選荷蘭的2020年奥运会決選名單，並在全部三場小組賽比賽中正選上陣，當中包括協助球隊以10–3大勝贊比亞，以及以8–2擊敗中國，令荷蘭成功出線淘汰賽。荷蘭在準決賽中對陣美國，路雲在球賽中正選上陣，但她在互射十二碼階段射失關鍵十二碼，令荷蘭止步於此。
2022年5月，荷蘭公佈2022年歐洲女子足球錦標賽的參賽名單，路雲入選協助荷蘭衛冕。她在小組賽階段為荷蘭上陣兩次，及後在對陣法國的半準決賽加時階段後備上陣，但未能阻止球隊以1–0落敗出局，提早結束衛冕之旅。
2023年6月，路雲入選荷蘭的2023年國際足協女子世界盃決選名單，並在賽事期間上陣兩次。

## 生涯統計

### 球會
最後更新：2023年11月26日
| 效力球會       | 球季     | 聯賽     | 聯賽 | 聯賽 | 國家盃賽 | 國家盃賽 | 聯賽盃賽 | 聯賽盃賽 | 歐洲賽 | 歐洲賽 | 總計 | 總計 |
| 效力球會       | 球季     | 聯賽     | 上陣 | 入球 | 上陣     | 入球     | 上陣     | 入球     | 上陣   | 入球   | 上陣 | 入球 |
| -------------- | -------- | -------- | ---- | ---- | -------- | -------- | -------- | -------- | ------ | ------ | ---- | ---- |
| PSV燕豪芬      | 2016–17  | 女子荷甲 | 25   | 3    | ?        | ?        | ?        | ?        | —      | —      | 25   | 3    |
| PSV燕豪芬      | 2017–18  | 女子荷甲 | 22   | 5    | ?        | ?        | ?        | ?        | —      | —      | 22   | 5    |
| PSV燕豪芬      | 2018–19  | 女子荷甲 | 22   | 7    | ?        | ?        | ?        | ?        | —      | —      | 22   | 7    |
| PSV燕豪芬      | 2019–20  | 女子荷甲 | 12   | 2    | ?        | ?        | ?        | ?        | —      | —      | 12   | 2    |
| PSV燕豪芬      | 2020–21  | 女子荷甲 | 20   | 2    | 3        | 0        | 5        | 0        | 2      | 0      | 30   | 2    |
| PSV燕豪芬      | 總計     | 總計     | 101  | 19   | 3        | 0        | 5        | 0        | 2      | 0      | 111  | 19   |
| 車路士         | 2021–22  | 女子英超 | 14   | 1    | 4        | 1        | 3        | 0        | 1      | 0      | 22   | 1    |
| 車路士         | 2022–23  | 女子英超 | 3    | 0    | 0        | 0        | 0        | 0        | 1      | 0      | 4    | 0    |
| 車路士         | 2023–24  | 女子英超 | 1    | 0    | 0        | 0        | 0        | 0        | 0      | 0      | 1    | 0    |
| 車路士         | 總計     | 總計     | 18   | 1    | 4        | 1        | 3        | 0        | 2      | 0      | 27   | 1    |
| AC米蘭（外借） | 2022–23  | 女子意甲 | 11   | 0    | 4        | 0        | —        | —        | —      | —      | 15   | 0    |
| 生涯總計       | 生涯總計 | 生涯總計 | 130  | 20   | 11       | 1        | 8        | 0        | 4      | 0      | 153  | 20   |

### 國家隊
最後更新：2023年8月11日
| 代表國家隊 | 年份 | 上陣 | 入球 |
| ---------- | ---- | ---- | ---- |
| 荷蘭       | 2019 | 5    | 0    |
| 荷蘭       | 2020 | 5    | 1    |
| 荷蘭       | 2021 | 14   | 0    |
| 荷蘭       | 2022 | 13   | 1    |
| 荷蘭       | 2023 | 6    | 0    |
| 總計       | 總計 | 43   | 2    |

| # | 日期           | 地點                         | 對手     | 入球比數 | 最終比數 | 賽事                           |
| - | -------------- | ---------------------------- | -------- | -------- | -------- | ------------------------------ |
| 1 | 2020年10月23日 | 荷蘭格罗宁根歐羅堡球場       | 爱沙尼亚 | 6–0      | 7–0      | 2022年歐洲女子足球錦標賽外圍賽 |
| 2 | 2022年6月28日  | 荷蘭恩斯赫德赫羅爾斯城堡球場 | 白俄羅斯 | 2–0      | 3–0      | 2023年國際足協女子世界盃外圍賽 |

所有比數左側代表荷蘭，入球得分欄代表路雲入球後場上的比數

## 榮譽

### 球會
PSV燕豪芬
- 荷蘭女子盃（英语：KNVB Women's Cup）：2021

 車路士
- 英格蘭女子超級聯賽：2021–22（英语：2021–22_FA_WSL）、2022–23（英语：2022–23_FA_WSL）
- 英格蘭女子足總盃：2021–22（英语：2021–22 Women's FA Cup）[28]

## 外部連結
- worldfootball.net：安妮克·路雲之統計數據 （英文）
- Senior national team profile （页面存档备份，存于） at Onsoranje.nl （荷蘭語）
- Under-20 national team profile （页面存档备份，存于） at Onsoranje.nl （荷蘭語）
- Under-19 national team profile at Onsoranje.nl （荷蘭語）
- Under-17 national team profile （页面存档备份，存于） at Onsoranje.nl （荷蘭語）
- Under-16 national team profile （页面存档备份，存于） at Onsoranje.nl （荷蘭語）
- 安妮克·路雲在Olympics.com的个人资料和比赛数据
- 安妮克·路雲在Olympedia的个人资料和比赛数据